# Голлівудська перешкода
«Голлівудська перешкода» (англ. Hollywood Handicap) — американський комедійний мюзикл 1938 року, з The Original Sing Band в головних ролях.

## Сюжет
Група отримує спортивного коня, коли його власник йде з бізнесу. Вони зібрали гроші, щоб запустити коня на голлівудські дербі в Санта Аніта, де беруть участь багато голлівудських спортсменів.

## У ролях
- The Original Sing Band — група
- Чарльз Рагглз — Чарлі Рагглз
- Міккі Руні — Майк Руні
- Стюарт Ервін — Стюарт Ервін
- Джун Колльє — Джун Колльє
- Чарльз Баттерворф — Чарльз Баттерворф
- Ел Джолсон — Ел Джолсон
- Рубі Кілер — Рубі Кілер
- Едгар Берген — Едгар Берген
- Дороті Ламур — Дороті Ламур